# Персональний робот

Піктограма - персональний робот

Персональний робот - тип роботів, які на відміну від промислових роботів будуть компактні, дешеві та прості у використанні. Пряма аналогія з поняттям персональний комп'ютер.
Основна перешкода, що стоїть на шляху перетворення людиноподібного робота подібного до ASIMO в універсального слугу, - недосконалість програмного забезпечення. Незважаючи на недавні досягнення в областях комп'ютерного зору, обробки природної мови, мета все ще далека.

## Хронологія
- Корпорація iRobot представила робота Roomba в 2002 році.

## Див. Також
- Робототехніка
- Андроїд

### Споріднені поняття
- Побутовий робот

### Програмні платформи
- Microsoft Robotics Studio
- URBI

### Випускаються моделі

#### Пристрої телеприсутності
- Spykee
- R.Bot 100
- Rovio
- Webot

#### Побутові роботи
- Roomba